# Paston Coke
Paston Coke (ur. 23 sierpnia 1971 w Saint James) – jamajski lekkoatleta, sprinter.

## Osiągnięcia
- srebrny medal Uniwersjady (bieg na 400 m, Palma de Mallorca 1999)
- złoto igrzysk panamerykańskich (sztafeta 4 x 400 m, Winnipeg 1999), uzyskany przez Jamajczyków rezultat – 2:57,97 jest aktualnym rekordem tej imprezy
- srebro mistrzostw świata (sztafeta 4 x 400 m, Sewilla 1999), Coke biegł tylko w biegu eliminacyjnym

## Rekordy życiowe
- Bieg na 400 m - 45,15 (1999)